# День без числа
«День без числа» (латис. «Diena bez datuma») — радянський короткометражний телевізійний художній фільм режисера Володимира Кочетова, знятий на Ризькій кіностудії на замовлення Центрального телебачення СРСР в 1966 році.

## Сюжет
Закохана дівчина домовилася по телефону про зустріч зі своїм обранцем і з нетерпінням чекає завтрашнього побачення. Ледве дочекавшись вечора, вона прийшла на призначене місце у паркового ставка, трохи сумуючи, що дощ, який почався, може змінити їх плани.

## У ролях
- Ольга Гобзєва —  Валентина
- В. Кочетов —  Лазарев
- Е. Крилова —  мати
- Рута Брока —  Діна
- Є. Солдатова —  Женя
- Георгій Тимофєєв —  батько

## Знімальна група
- Автор сценарію: Світлана Михальченко
- Режисер-постановник: Володимир Кочетов
- Оператор-постановник: Мікс Звірбуліс
- Композитор: Ромуалд Калсон
- Художник-постановник: Улдіс Паузерс
- Звукооператор: А. Вулф
- Режисер: Р. Гінтере
- Оператор: У. Егле
- Художник-гример: В. Кузнецова
- Монтажер: М. Чардиніна
- Директор: Г. Блументаль